# Henrico Albicastro
Giovanni Henrico Albicastro (pseudoniem van Johann Heinrich von Weissenburg; Bieswangen, gemeente Pappenheim , ca. 1660 - mogelijk Maastricht, 26 januari 1730) was een Duits-Nederlands componist van barokmuziek, en muziekleraar.

## Biografie
Johann Heinrich von Weissenburg was een amateurmusicus die zijn werken onder zijn pseudoniem publiceerde. Hij werd geboren in het Beierse Bieswangen bij Pappenheim, Weissenburg ("Wit Kasteel", dus Albicastro in het Italiaans). Een bewering van Johann Gottfried Walther (Musicalisches Lexicon, 1732) dat hij van Zwitserse afkomst zou zijn, kan niet worden waargemaakt.
Vermoedelijk ging hij te Ulm in de leer bij componist en organist Sebastian Scherer (1631-1712). In 1686 kwam hij vanuit Weissenburg aan in Leiden, waar hij ingeschreven was aan de universiteit als een Musicus Academiae (muziekleraar), maar zijn naam komt niet voor in de universitaire archieven. Uiterlijk in 1690 heeft hij deze functie opgegeven. Zes jaar later werd te Brugge zijn eerste bewaard gebleven werk gepubliceerd: twaalf triosonates opus 3 (over zijn opus 1 en 2 is niets bekend). Verder staat op de Jubileumplaat "12 1/2 jaar op de plaat" van The Academy of St. Martin in the Fields zijn Concerto a Quattro opus 7 nr. 6. In de eerste jaren van de achttiende eeuw werden er talrijke werken van zijn hand uitgebracht, nu steeds te Amsterdam.
Aan zijn werk als componist kwam een abrupt einde toen hij in 1708 bevorderd wordt tot ritmeester in het Nederlandse leger. Als zodanig nam hij onder meer deel aan de Spaanse Successieoorlog. Hij bleef daarna zijn hele leven als officier werkzaam, en overleed in 1730 als ritmeester in het regiment Van Regteren te Maastricht.
Albicastro's werk is sterk geïnspireerd op de stijl van Arcangelo Corelli en wordt door musicologen gezien als een hoogtepunt in de Nederlandse muziek rond 1700. Zijn 12 Concerti a Quattro opus 7 zijn in een uitvoering door Collegium Marianum/Collegium 1704 op een dubbel-cd uitgebracht (PanClassics 2007). Een ander werk dat van hem op cd is verschenen is de triosonate opus 8 nr. 3 (Teleac TEL 8901-8095).

## Composities
In 1696 is een verzameling van twaalf van zijn triosonates verschenen, getiteld Il Giardino Armonico sacro-profano ("De heilig-profane harmonische tuin"), opus 3. Na bewerking door Francois Barbry werd dit werk in Brugge gepubliceerd door François van Heurck. Er zijn geen kopieën van deze werken die de tand des tijds hebben doorstaan. In Amsterdam is een aparte reeks opusnummers gepubliceerd door Estienne Roger: collecties van vioolsonates (opus 2, 3, 5, 6 en 9), triosonates (opus 1, 4 en 8), en vioolconcerten (opus 7).
- Biblioteca Nacional de España: XX4995437
- Bibliothèque nationale de France: cb13938470z (data)
- Gemeinsame Normdatei: 128703989
- Historisch woordenboek van Zwitserland: 048679
- International Standard Name Identifier: 0000 0000 8172 6145
- Library of Congress Control Number: n81053691
- MusicBrainz: a9e99239-f254-4de6-a8ec-118c02b609d9
- Nationale Bibliotheek van Tsjechië: js20020225001
- Nationale Bibliotheek van Israël: 987007456619805171
- Nederlandse Thesaurus van Auteursnamen: 153837462
- Istituto Centrale per il Catalogo Unico: UBOV831650
- SNAC: w6400t8k
- Système universitaire de documentation: 158938674
- Virtual International Authority File: 107599321
- WorldCat: E39PBJy4ftcCq8qXy6XkvYj6Kd